# Cantonul Chalon-sur-Saône-Ouest
Cantonul Chalon-sur-Saône-Ouest este un canton din arondismentul Chalon-sur-Saône, departamentul Saône-et-Loire, regiunea Burgundia, Franța.

## Comune
| Comune            | Populație (1999) | Cod poștal | Cod INSEE |
| ----------------- | ---------------- | ---------- | --------- |
| Chalon-sur-Saône  | 50 124 (1)       | 71100      | 71076     |
| Châtenoy-le-Royal | 5 938            | 71880      | 71118     |